# 温州語
温州語（おんしゅうご/うんしゅうご; 中国語:溫州話/温州话、ピンイン:wēnzhōuhuà、温州語:Iu1-ciou1-gho3[ʔy1tɕiɤu11ɦo53]、英語:Wenzhounese）または甌江語（中国語:瓯江话/甌江話、ピンイン:ōujiānghuà、温州語:Au1-kuao1-gho3、英語:Oujiang）は中国語の主要な言語の一つである呉語の一方言である。主に浙江省温州市で話されている。
普通話はもちろん、温州語以外の呉語とも違いが大きく、中国国内では非常に難解な方言として知られる。「天不怕，地不怕，就怕溫州人説溫州話」（いくら怖いもの知らずの人間でも温州語を話す温州人を怖がるだろう）という言い回しがあるほか、中越戦争の際には暗号の代わりに温州語が使われた（コードトーカー）という俗説まである。